# Mary Elizabeth Mastrantonio
Mary Elizabeth Mastrantonio (Lombard, Illinois, EUA, 17 de novembre de 1958) és una actriu i cantant estatunidenca. Va fer el seu debut a Broadway amb la reestrena de West Side Story de 1980 i va saltar a la fama amb el paper de Gina Montana a la pel·lícula Scarface (1983). Va ser nominada a l'Oscar a la millor actriu secundària pel seu paper de Carmen a El color dels diners (1986). Les seves altres aparicions cinematogràfiques inclouen les pel·lícules The Abyss (1989), Robin Hood: Príncep dels lladres (1991) i La tempesta perfecta (2000). El 2003 va ser nominada al premi Tony a la millor actriu en un musical per la reestrena a Broadway de Man of La Mancha.

## Biografia
Mastrantonio va néixer al barri residencial del comtat de DuPage de Lombard, Illinois, filla de Frank A. Mastrantonio i Mary Dominica (abans Pagone), tots dos d'ascendència italiana. El seu pare treballava en una foneria de bronze. Es va criar a Oak Park, Illinois, i va estudiar teatre a la Universitat d'Illinois. Va treballar els estius al parc temàtic Opryland USA per guanyar diners per a la universitat.
Des del 1990 Mastrantonio està casada amb el director Pat O'Connor, amb qui té dos fills. Ella i la seva família van viure a Anglaterra durant vint anys i es van traslladar a Amèrica durant la dècada de 2010.

## Carrera

### Cinema
Mastrantonio va aparèixer per primera vegada a la pantalla en el paper de Gina, germana de Tony Montana (Al Pacino) a Scarface de Brian De Palma (1983). Va aconseguir protagonisme pel seu paper nominat a l'Oscar i al Globus d'Or del film El color dels diners (1986), al costat de Paul Newman i Tom Cruise.
Els seus altres papers destacats inclouen Slam Dance (1987), amb Tom Hulce, i L'assassí del calendari (1989) amb Kevin Kline. També va actuar a la pel·lícula de ciència-ficció The Abyss (1989) del director James Cameron, juntament amb Ed Harris. Va interpretar Lady Marian a la pel·lícula Robin Hood: Príncep dels lladres (1991) amb Kevin Costner. Va fer el paper de filla advocada del personatge de Gene Hackman a Acció judicial (1991), va protagonitzar el thriller de Consenting Adults (1992) i va interpretar la capitana d'un vaixell de pesca a La tempesta perfecta (2000).

### Teatre
Mastrantonio ha aparegut a diversos musicals de Broadway, com ara West Side Story, Copperfield, The Human Comedy i la reestrena de 2002 de Man of La Mancha, on va interpretar Aldonza/Dulcinea al costat de Brian Stokes Mitchell. Ha aparegut a les produccions del New York Shakespeare Festival d'Enric V, Measure for Measure i Nit de Reis. Les seves actuacions escèniques a la ciutat de Nova York li van portar una nominació al premi Tony i dues nominacions als premis Drama Desk.
També va protagonitzar Grand Hotel at the Donmar Warehouse al West End de Londres. El 1984 va participar en una actuació benèfica de Cançó de Nadal amb Helen Hayes, Raúl Juliá, Harold Scott, F. MacIntyre Dixon i Len Cariou al Symphony Space de Nova York. El 2008 va protagonitzar Panorama des del pont com a Beatrice, amb Ken Stott i Allan Corduner al Duke of York's Theatre de Londres. A l'escenari, recentment ha actuat a Ghosts com a Helena Alving al Seattle Repertory Theatre.

### Televisió
El 1991, Mastrantonio va aparèixer com a Yelena en una producció de L'oncle Vània a la sèrie d'antologia britànica Performance. Anys més tard va tenir un paper recurrent durant les temporades 4-5 (2005-2007) del drama Without a Trace i va interpretar la comandant de la unitat, capitana Zoe Callas, a la temporada 9 (2010) de Law & Order: Criminal Intent.
A partir de l'episodi final de la temporada 1 (2012), va tenir un paper recurrent a Grimm, interpretant Kelly Burkhardt, mare de la protagonista de la sèrie. El 2013 va actuar com a estrella convidada a Blue Bloods. Va tenir un paper recurrent al programa Hostages del 2013-2014, interpretant la primera dama Mary Kincaid.
El 2015 va ser escollida per a un paper principal de Limitless a la CBS, interpretant a l'agent especial de l'FBI Nasreen "Naz" Pouran. El 2017 va interpretar com a convidada Marion James, directora adjunta de la CIA, en tres episodis de The Punisher de Marvel a Netflix.
Del 2018 al 2020 va protagonitzar Madeline Burke a la sèrie d'acció Blindspot de la NBC.

## Filmografia

### Cinema
| Any  | Títol                            | Paper                       | Observacions |
| ---- | -------------------------------- | --------------------------- | --- |
| 1982 | The King of Comedy               | Extra en escena de multitud | No acreditat |
| 1983 | Scarface                         | Gina Montana                | |
| 1986 | El color dels diners             | Carmen                      | Nominada – Oscar a la millor actriu secundària Nominada – Globus d'Or a la millor actriu secundària Nominada – New York Film Critics Circle Award a la millor actriu secundària |
| 1987 | Slam Dance                       | Helen Drood                 | |
| 1989 | L'assassí del calendari          | Bernadette Flynn            | |
| 1989 | The Abyss                        | Lindsey Brigman             | Nominada – Premis Saturn a la millor actriu |
| 1990 | Fools of Fortune                 | Marianne                    | |
| 1991 | Acció judicial                   | Maggie Ward                 | |
| 1991 | Robin Hood: Príncep dels lladres | Maid Marian                 | Nominada – MTV Movie Award a la millor interpretació fememina Nominada – Premis Saturn a la millor actriu secundària                                                            |
| 1992 | White Sands                      | Lane Bodin                  | |
| 1992 | Consenting Adults                | Priscilla Parker            | |
| 1995 | Tres desitjos                    | Jeanne Holman               | |
| 1995 | Two Bits                         | Luisa Spirito               | |
| 1999 | Limbo                            | Donna De Angelo             | Nominada – Las Vegas Film Critics Society Award a la millor actriu |
| 1999 | My Life So Far                   | Moira "Mumsie" Pettigrew    | |
| 2000 | La tempesta perfecta             | Linda Greenlaw              | |
| 2003 | Standing Room Only               | Maria                       | Curmetratge, més tard inclòs al film recopilatori Stories of Lost Souls |
| 2015 | Amok                             | Dorothy                     | |

### Televisió
| Any       | Títol                            | Paper                   | Observacions                                                                            |
| --------- | -------------------------------- | ----------------------- | --------------------------------------------------------------------------------------- |
| 1985      | Mussolini: The Untold Story      | Edda Mussolini-Ciano    | Minisèrie                                                                               |
| 1991      | L'oncle Vània                    | Yelena                  | Telefilm                                                                                |
| 1995      | Frasier                          | Eileen                  | Veu                                                                                     |
| 1999      | Witness Protection               | Cindy Batton            | Telefilm                                                                                |
| 2004      | The Brooke Ellison Story         | Jean Ellison            | Telefilm, Premi Gracie Allen Award per la Millor Actriu Principal en un Drama Especial  |
| 2005–2006 | Without a Trace                  | Anne Cassidy            | Paper recurrent, 9 episodis                                                             |
| 2008      | Hallmark Hall of Fame            | Gayle Russell           | Sèrie d'antologia, pel·lícula: The Russell Girl                                         |
| 2010      | Law &amp; Order: Criminal Intent | Capt. Zoe Callas        | Paper protagonista (temporada 9), 14 episodis                                           |
| 2012–2017 | Grimm                            | Kelly Burkhardt         | Paper recurrent, 7 episodis                                                             |
| 2013      | Blue Bloods                      | Sophia Lanza            | 1 episodi                                                                               |
| 2013      | Hostages                         | First Lady Mary Kincaid | Paper recurrent, 6 episodis                                                             |
| 2015–2016 | Limitless                        | Nasreen 'Naz' Pouran    | Paper protagonista                                                                      |
| 2017–2019 | The Punisher                     | Marion James            | Paper recurrent                                                                         |
| 2018–2020 | Blindspot                        | Madeline Burke          | Paper recurrent (temporada 4), 14 episodis Paper protagonista (temporada 5), 8 episodis |

### Teatre
| Any       | Títol                          | Paper                                                     | Teatre                    |
| --------- | ------------------------------ | --------------------------------------------------------- | ------------------------- |
| 1980–1983 | Amadeus                        | Katherina Cavalieri / Ciutadana vienesa / Constanze Weber | Broadhurst Theatre        |
| 1981      | Copperfield                    | Dora Spenlow                                              | ANTA Playhouse            |
| 1983      | Sunday in the Park with George | Celeste No. 2 / Linda Cash                                | Playwrights Horizons      |
| 1983–1984 | The Human Comedy               | Bess Macauley                                             | Anspacher Theatre         |
| 1983–1984 | The Human Comedy               | Bess Macauley                                             | Royale Theatre            |
| 1984      | Enric V                        | Katherine                                                 | Delacorte Theatre         |
| 1985      | Cançó de Nadal                 | Ghost of Christmas Past                                   | Symphony Space            |
| 1985      | Measure for Measure            | Isabella                                                  | Delacorte Theatre         |
| 1985      | Les noces de Fígaro            | Suzanne                                                   | Circle in the Square      |
| 1987      | The Knife                      | Jenny                                                     | The Public Theater        |
| 1989      | Nit de Reis                    | Viola                                                     | Delacorte Theatre         |
| 1996      | Northeast Local                | Gi                                                        | Mitzi E. Newhouse Theater |
| 2002      | Man of La Mancha               | Aldonza                                                   | Martin Beck Theater       |
| 2004      | Grand Hotel                    | Elizaveta Grushinskaya                                    | Donmar Warehouse          |
| 2009      | Panorama des del pont          | Beatrice                                                  | Duke of York's Theatre    |
| 2013      | The Winslow Boy                | Grace Winslow                                             | American Airlines Theatre |